# Free Solo: ekstremalna wspinaczka
Free Solo: ekstremalna wspinaczka (ang. Free Solo) – amerykański film dokumentalny z 2018 roku w reżyserii Elizabeth Chai Vasarhelyi i Jimmy’ego China. Obraz opowiada o wspinaczce wysokogórskiej Alexa Honnolda.
Zdobywca Oscara w kategorii pełnometrażowy film dokumentalny. Wygrał nagrodę publiczności w trakcie MFF w Toronto. Trwa 1 godzinę 40 minut. W nagraniu wzięli udział Alex Honnold, Tommy Caldwell, Jimmy Chin i Sanni McCandless.